# Thranius irregularis
Thranius irregularis är en skalbaggsart som beskrevs av Maurice Pic 1927. Thranius irregularis ingår i släktet Thranius och familjen långhorningar. Inga underarter finns listade i Catalogue of Life.